# Ozero Lodosi
Ozero Lodosi (ryska: Озеро Лодоси) är en sjö i Belarus.   Den ligger i voblasten Vitsebsks voblast, i den norra delen av landet, 140 km nordväst om huvudstaden Minsk. Ozero Lodosi ligger 178 meter över havet. Arean är 0,77 kvadratkilometer. Den sträcker sig 0,9 kilometer i nord-sydlig riktning, och 1,5 kilometer i öst-västlig riktning.
I omgivningarna runt Ozero Lodosi växer i huvudsak blandskog. Runt Ozero Lodosi är det glesbefolkat, med 20 invånare per kvadratkilometer.